# Tunilla albisaetacens
Tunilla albisaetacens – gatunek rośliny z rodziny kaktusowatych. Pochodzi z południowej Argentyny.

## Opis
Jest to matowozielona roślina niezbyt wielkich rozmiarów, rozkrzewiająca się. jej człony mają długość około 3,5 cm i szerokość 1,5–2 cm. Jej areole są małe, ale wyraźne, czerwonobrązowe i mają kępki drobnych, czerwonawobrązowych glochidiów. Na kaktusie występuje zwykle po 9 białych cierni, których czubki są niejednokrotnie ciemniejsza niż reszta. Mają od 5 mm do 2 cm długości. Kwiaty są dzienne, roślina kwitnie w środku lata. Wymaga lekko wapniowego podłoża, znacznego naświetlenia i temperatury nie mniejszej niż 10 °C.